# Греольер
Греолье́р (фр. Gréolières) — коммуна на юго-востоке Франции в регионе Прованс — Альпы — Лазурный берег, департамент Приморские Альпы, округ Грас, кантон Вальбонн. До марта 2015 года коммуна административно входила в состав упразднённого кантона Курсегуль (округ Грас).
Площадь коммуны — 52,67 км², население — 525 человек (2006) с выраженной тенденцией к росту: 589 человек (2012), плотность населения — 11,2 чел/км².

## Население
Население коммуны в 2011 году составляло — 574 человека, а в 2012 году — 589 человек.
| 1962 | 1968 | 1975 | 1982 | 1990 | 1999 | 2006 | 2007 | 2011 | 2012 |
| ---- | ---- | ---- | ---- | ---- | ---- | ---- | ---- | ---- | ---- |
| 196  | 250  | 292  | 311  | 380  | 455  | 525  | 535  | 574  | 589  |

Динамика численности населения:

## Экономика
В 2010 году из 362 человек трудоспособного возраста (от 15 до 64 лет) 265 были экономически активными, 97 — неактивными (показатель активности 73,2 %, в 1999 году — 71,5 %). Из 265 активных трудоспособных жителей работали 240 человек (138 мужчин и 102 женщины), 25 числились безработными (11 мужчин и 14 женщин). Среди 97 трудоспособных неактивных граждан 28 были учениками либо студентами, 32 — пенсионерами, а ещё 37 — были неактивны в силу других причин.
На протяжении 2010 года в коммуне числилось 286 облагаемых налогом домохозяйств, в которых проживало 592,5 человека. При этом медиана доходов составила 16 тысяч 761 евро на одного налогоплательщика.